# Pristimantis orcus
Pristimantis orcus es una especie de anfibio anuro de la familia Craugastoridae.

## Distribución geográfica
Esta especie es endémica de Perú. Se encuentra en las regiones de Loreto y San Martín entre los 101 y 210 m sobre el nivel del mar. Su presencia es incierta en Colombia y Ecuador.

## Descripción
Los machos miden de 20 a 25 mm y las hembras de 32 a 36 mm.

## Publicación original
- Lehr, Catenazzi & Rodríguez, 2009: A new species of Pristimantis (Anura: Strabomantidae) from the Amazonian lowlands of northern Peru (Region Loreto and San Martin). Zootaxa, n.º 1990, p. 30-40.[4]